# Ядерний спектр
Ядерний спектр (англ. nuclear spectrum, рос. ядерный спектр) — дискретний розподіл інтенсивності потоку частинок чи випромінення, що емітуються в результаті ядерних процесів (переходів ядер з одного стану в інший), як функція їх енергії, що є унікальним для кожного з процесів. 